# 三徳園
三徳園（さんとくえん）は岡山県岡山市東区竹原にある公園機能を持つ農業者研修施設。
前身は矢野恒太の創設した三徳塾。正式名称は岡山県立青少年農林文化センター三徳園。管理運営は公益財団法人岡山県農林漁業担い手育成財団。

## 歴史
- 1934年（昭和9年） - 矢野恒太が三徳塾を創設[2]
- 1939年（昭和14年） - 岡山県へ譲渡[2]
- 1941年（昭和16年） - 岡山県立農民道場三徳塾
- 1950年（昭和25年） - 岡山県立農業研修所三徳塾と改称
- 1968年（昭和43年） - 岡山県立青少年農林文化センター三徳園と改称

## 施設構成

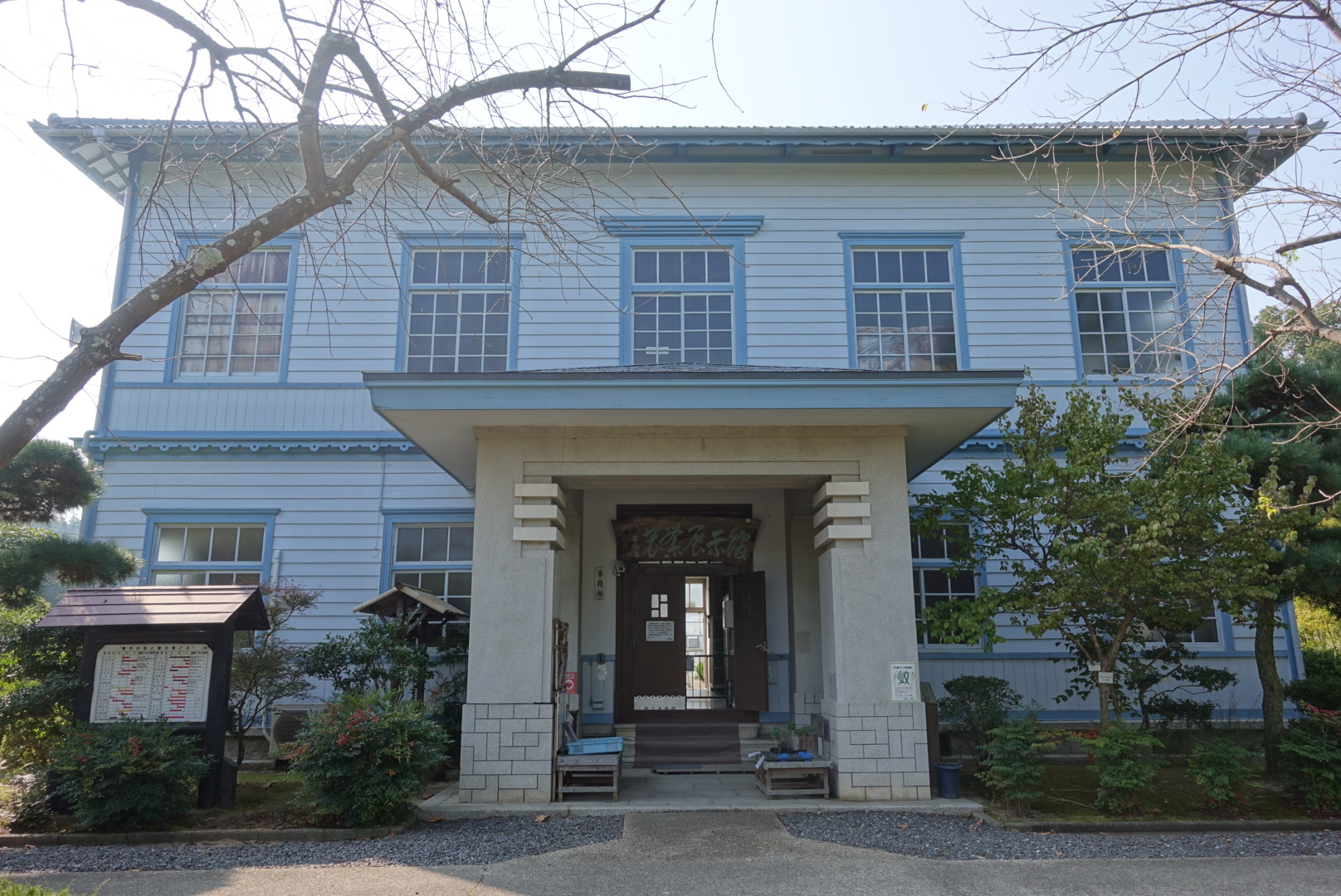
農業展示館（岡山県農学校本館を移築したもの）

- 農業展示館（休館中）
- 研修館（休館中）
- 矢野講堂
- 栽培展示園
- 小鳥の森
- 芝生広場

## 利用状況
- 農業体験、農業研修
- 遠足
- ハイキング
- 森林浴
- バードウォッチング
- スポーツ

## 交通アクセス
- 所在地　岡山市東区竹原（たけわら）505
- 最寄駅　西日本旅客鉄道（JR西日本）山陽本線 上道駅